# اکستریم رولز (۲۰۱۸)
اکستریم رولز(به انگلیسی: Extreme Rules) یک رویداد غیر رایگان (Pay-Per-View) در کشتی حرفه‌ای است که توسط کمپانی دبلیودبلیوئی و برای هر دو برند راو و اسمک‌داون تهیه می‌شود و این دوره‌اش هم در ۱۵ ژوئیه ۲۰۱۸ در مجموعه ورزشی پی‌پی‌جی پینتز آرنا در شهر پیتسبرگ ایالت پنسیلوانیا برگزار خواهد شد. این، دهمین دوره از اکستریم رولز از زمان آغاز این پی‌پرویو در سال ۲۰۰۹ خواهد بود.

## زمینه‌سازی
اکستریم رولز شامل مسابقاتی بین دشمنی‌های موجود، ماجراهای پیش آمده و استوری‌هایی خواهد بود که پیش از این در برنامه‌های راو پخش شده بود. کشتی‌گیرها با توجه به مسابقات یا سری اتفاقاتی که برایشان رخ می‌دهد و تنش را به حد اکثر می‌رساند، نقش منفی یا قهرمان به خود می‌گیرند.

## نتایج
| #                                                     | مسابقه                                                                               | نوع مسابقه                                                   |
| ----------------------------------------------------- | ------------------------------------------------------------------------------------ | ------------------------------------------------------------ |
| ۱                                                     | الکسا بلیس(c) پیروز مقابل نایا جکس                                                   | مسابقه اکستریم رولز برای قهرمانی کمربند زنان راو             |
| ۲                                                     | د بی تیم (بو دالاس و کورتیس اکسل )پیروز مقابل بری وایت و مت هاردی(c)                 | مسابقه برای قهرمانیکمربند های تگ تیم راو                     |
| ۳                                                     | ای جی استایلز (c) پیروز مقابل روسف                                                   | مسابقه برای قهرمانی کمربند دبلیودبلیوئی قهرمانی جهان         |
| ۴                                                     | بلادجن برادرز (لوک هارپر و اریک روان )(c) پیروز مقابلتیم هل نو                       | مسابقه برای قهرمانی کمربند های تگ تیم اسمکدان                |
| ۵                                                     | کارملا (c) با همراهی جیمزالزورث پیروز مقابل آسکا (جیمز الزورث در قفس کوسه قرار گرفت) | مسابقه برای قهرمانی کمربند زنان اسمک داون                    |
| ۶                                                     | بابی لشلی پیروز مقابل رومن رینز                                                      | مسابقه تک نفره                                               |
| ۷                                                     | دالف زیگلر (c) پیروز مقابل سث رالینز [1]                                             | مسابقه مرد آهنین ۳۰ دقیقه ای برای قهرمانی کمربند بین قاره ای |
| ۸                                                     | کوین اونز پیروز مقابل براون استرومن                                                  | مسابقه قفس فولادین                                           |
| ۹                                                     | شینسکه ناکامورا پیروز مقابل جف هاردی(c)                                              | مسابقه برای قهرمانی کمربند ایالات متحده                      |
| ۱۰                                                    | فین بالور پیروز مقابل بارون کوربین                                                   | مسابقه تک نفره                                               |
| ۱۱                                                    | آندره سین الماس پیروز مقابل سین کارا                                                 | مسابقه تک نفره                                               |
| ۱۲                                                    | سنیتی پیروز مقابل د نو دی                                                            | مسابقه میز تگ تیم شش نفره                                    |
| - (c) – نشان‌دهنده قهرمان(هایی) است که به میدان می‌روند |                                                                                      |                                                              |

[1] مسابقه دالف زیگلر و سث رالینز ۴ به ۴ مساوی شد اما کرت انگل وارد شد و گفت یک مسابقه ی معمولی در همان لحظه باید بین آن دو نفر صورت بگیرد و دالف زیگلر توانست در آن مسابقه از عنوانش دفاع کند .

## موضوعات مرتبط
فهرست قهرمانان کنونی دبلیودبلیوئی